# Flooding (Informatik)
Flooding [ˈflʌdɪŋ̩] (englisch für „Überfluten“) bezeichnet das Überschwemmen eines Netzwerkes mit Datenpaketen. Dies kann gewollt sein, wie im Fall von  Open-Shortest-Path-First-Verfahren (OSPF), das mit Hilfe dieser Technik Informationen an alle angeschlossenen Rechner übermittelt, oder Usenet, in dem die Artikel durch Versenden an alle Rechner im Usenet(-Netzwerk) verteilt werden. Flooding kann aber auch unerwünscht sein, wie bei Flood-Pings, die damit den Datenverkehr in einem Netzwerk lahmlegen können und so einen Denial of Service (DoS) herbeiführen können, oder bei einem SYN-Flood-Angriff auf einen einzelnen Rechner, der mit massenweisen Anfragen überschwemmt wird.
Siehe auch: Flooding-Algorithmus